# Auguste de Beauharnais
Auguste de Beauharnais, Hertug af Leuchtenberg (portugisisk: Dom Augusto) (9. december 1810, Milano – 28. marts 1835, Lissabon) var en fransk-tysk prins, der var portugisisk prinsgemal fra januar til marts 1835 som ægtefælle til dronning Maria 2. af Portugal.